# José Luis Calderón
José Luis Calderón (né le 24 octobre 1970 à La Plata en Argentine) est un joueur de football argentin.
Il est connu pour avoir joué en professionnel pendant dix-sept ans entre 1989 et 2006 sans gagner le moindre trophée. Puis entre ses 36 et 39 ans, il remporte quatre titres majeurs avec trois équipes différentes.

## Palmarès

### Club
- Estudiantes de La Plata
  - Primera División : 2006 Apertura
  - Copa Libertadores : 2009

- Arsenal de Sarandí
  - Copa Sudamericana : 2007

- Argentinos Juniors
  - Primera División : 2010 Clausura

### Individuel
- Meilleur buteur du championnat d'Argentine : 1995 Apertura (13 buts), 1999 Clausura (17 buts)